# W Pyxidis
W Pyxidis är en halvregelbunden variabel av SRA-typ i stjärnbilden  Kompassen.
Stjärnan har en visuell magnitud som varierar mellan +9,0 och 11,8 med en period av 287 dygn.